# Dryosaurus elderae
Dryosaurus elderae (gr. "reptil roble de Ann Schaer Elder") es una especie del género extinto Dryosaurus de dinosaurio ornitópodo driosáurido, que vivió a finales del período Jurásico, hace aproximadamente 150 y 145 millones de años, en el Kimmeridgiense y el Titoniense, en lo que hoy es Norteamérica. Originalmente llamada Laosaurus altus por Marsh en 1978, Dryosaurus altus fue la única especie válida del género hasta 2018 donde Carpenter y  Galton describieran Dryosaurus elderae.